# Skanör

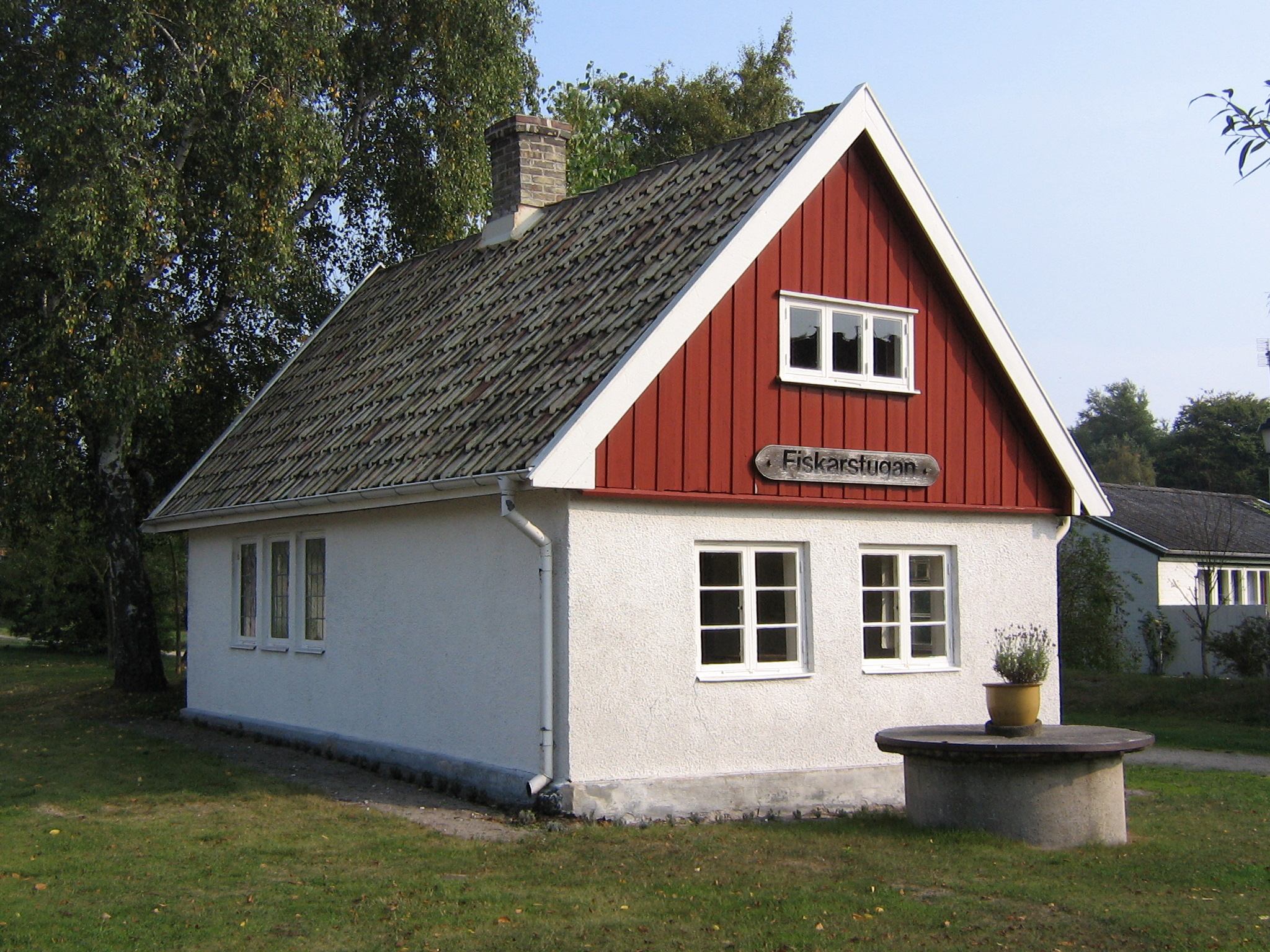
Casa de pescadores em Östergatan.

Skanör forma juntamente com Falsterbo a pequena cidade sueca de Skanör-Falsterbo (Skanör med Falsterbo), localizada na província histórica da Escânia.
Fica no extremo sudoeste da Suécia e pertence ao município de Vellinge, no condado da Escânia. Teve estatuto de cidade em 1 000-1 754.